# Сехниашвили, Георгий Сабаевич
Георгий Сабаевич Сехниашвили — советский хозяйственный, государственный и политический деятель, Герой Социалистического Труда.

## Биография
Родился в 1910 году на территории современного Телавского района Грузии. С 1925 года — член ВЛКСМ, с 1929 года — член ВКП(б). С 1927 года — учитель сельской школы в селе Земо-Ходашени Телавского уезда. В последующем окончил факультет механизации Тифлисского сельскохозяйственного института. С 1932 года — механик Ширакского зерносовхоза. С 1933 года — механик Телавской МТС. С 1938 по 1941 год проходил срочную службу в Красной Армии.
С 1941 года — директор Телавской МТС. В 1943 году избран вторым секретарём Телавского райкома партии и в декабре этого же года — первым секретарём. За высокие урожаи винограда в целом по району в 1948 году был награждён Орденом Ленина.
В 1949 году обеспечил перевыполнение плана по урожаю винограда в целом по Телавскому району на 46,6 %. Указом Президиума Верховного Совета СССР от 19 апреля 1951 года удостоен звания Героя Социалистического Труда за «перевыполнение плана сбора урожая сортового зелёного чайного листа, цитрусовых плодов и винограда в 1949 году» с вручением ордена Ленина и золотой медали «Серп и Молот» (№ 5847).
Этим же указом званием Героя Социалистического Труда были награждены председатель Телавского райисполкома Арчил Виссарионович Утиашвили, управляющий сельхозотделом Варден Порфирович Челидзе, главный агроном отдела сельского хозяйства Соломон Захарович Пааташвили.
С 1951 года — на различных должностях в Министерстве сельского хозяйства Грузинской ССР.
Избирался депутатом Верховного Совета Грузинской ССР 2-го и 3-го созывов (1947—1958).
С 1973 года — персональный пенсионер союзного значения. Умер после 1975 года.
Сочинения
- Сехниашвили, Георгий Сабаевич. Экспериментальное обоснование механизированной технологии смешанного посева и уборки кукурузы с соей в условиях Грузинской ССР : Автореф. дис. на соискание учен. степ. канд. техн. наук / Г. С. Сехниашвили ; Груз. СХИ. — Тбилиси, 1968. — 35 с. : табл. ; 21 см. — 200 экз.

Награды
- Герой Социалистического Труда
- Орден Ленина — дважды (29.10.1949; 1951)
- Орден «Знак Почёта» (07.01.1944; 02.04.1966)
- Орден Трудового Красного Знамени — дважды (24.10.1951; 27.08.1971)
- Медаль «За оборону Кавказа» (01.05.1944)